# Dopady změny klimatu na zemědělství
Je zaznamenáno mnoho dopadů změny klimatu na zemědělství, mnohé ztěžují zemědělskou činnost při zajišťování celosvětové potravinové bezpečnosti. Zvyšující se teploty a měnící se charakter počasí často vedou k nižším výnosům plodin v důsledku nedostatku vody způsobeného suchem, vlnami veder a záplavami. Tyto účinky změny klimatu mohou také zvýšit v současnosti vzácné riziko, že několik regionů postihne neúroda současně, což by mělo významné důsledky pro celosvětové zásobování potravinami. Očekává se také, že se mnozí škůdci a choroby rostlin buď rozšíří více, nebo se rozšíří do nových regionů. Očekává se také, že světová hospodářská zvířata budou postižena mnoha stejnými problémy, od většího tepelného stresu až po nedostatek krmiva a šíření parazitů a nemocí přenášených vektory. :s.746
Zvýšená hladina CO2 v atmosféře v důsledku lidské činnosti kompenzuje některé škodlivé účinky na zemědělství v důsledku efektu hnojení CO2. Má však malý vliv na plodiny C4, jako je kukuřice, a jde na úkor nižšího obsahu základních mikroživin.:s.717 Na pobřeží se očekává, že část zemědělské půdy bude ztracena v důsledku zvýšení hladiny moří, zatímco tání ledovců by mohlo mít za následek menší dostupnost vody pro zavlažování. Na druhé straně může být k dispozici více orné půdy v důsledku tání zmrzlé půdy. Mezi další dopady patří eroze a změny úrodnosti půdy a délky vegetačních období. S oteplováním klimatu se také zvyšují negativní dopady na bezpečnost potravin způsobené bakteriemi, jako je salmonela, nebo plísněmi produkujícími mykotoxiny, což zvyšuje náklady a ztráty potravin.
Byl proveden rozsáhlý výzkum dopadu klimatických změn na jednotlivé plodiny, zejména na čtyři základní plodiny (kukuřici, rýži, pšenici a sóju), které jsou zodpovědné za přibližně dvě třetiny všech kalorií spotřebovaných lidmi (přímo i nepřímo jako krmivo pro zvířata). Přesto jsou zde ještě další důležité nejistoty – od budoucího populačního růstu, který v dohledné době celosvětovou poptávku po potravinách jen zvýší, až po související, ale do značné míry samostatné problémy eroze půdy a vyčerpání podzemních vod. Na druhou stranu řada zlepšení zemědělských výnosů, souhrnně označovaných jako zelená revoluce, již od roku 1960 zvýšila výnosy na jednotku plochy o 250 až 300 % a lze očekávat, že některé z těchto pokroků budou pokračovat.:s.727
Celkově panuje shoda na tom, že se celosvětová potravinová bezpečnost v nejbližší době změní jen relativně málo: v roce 2021 bylo 720 až 811 milionů lidí považováno za podvyživené, přičemž přibližně 200 000 z nich se nacházelo na „katastrofické“ úrovni potravinové nedostatečnosti. Očekává se, že v porovnání s tímto číslem bude v důsledku změny klimatu do roku 2050 ohroženo hladem dalších 8 až 80 milionů lidí (v závislosti na intenzitě budoucího oteplování a účinnosti adaptačních opatření).:s.717 Pokračující hospodářský a zemědělský rozvoj pravděpodobně do té doby zlepší potravinovou bezpečnost stovek milionů lidí. Výzkumy a předpovědi, které sahají dále do budoucnosti (do roku 2100 a dále), jsou poměrně omezené a někteří vědci vyjadřují obavy z dopadu v současnosti bezprecedentních extrémních projevů počasí, které budoucí klima umožní, na potravinovou bezpečnost. Nicméně publikovaná vědecká literatura neobsahuje žádné očekávání rozsáhlého globálního hladomoru v průběhu 21. století.
Riziko negativních dopadů změny klimatu na zemědělství může snížit řada opatření pro přizpůsobení se změně klimatu. Mezi tato opatření patří změny v způsobech hospodaření, inovace v zemědělství, institucionální změny a klimaticky inteligentní zemědělství. Pro vytvoření udržitelného potravinového systému jsou tato opatření považována za stejně zásadní jako změny potřebné ke snížení globálního oteplování obecně.

### Související stránky
- Dopad produkce masa na životní prostředí
- Dopady globálního oteplování
- Zvláštní zpráva IPCC o změně klimatu, krajině a půdě